# 楊孝華
楊孝華，SBS，JP（1948年3月30日—），生於香港，籍貫廣東新會，前香港立法會議員、前南區區議會議員，為香港自由黨成員。

## 背景
楊孝華在1967年畢業於英國伯明翰Greenmore College，1970年在倫敦大學取得經濟學學士學位，及後再完成市場學文憑課程。他在1968年至1980年間入職太古集團，初年任職培訓生，逐漸升為生產線經理。其後於1980年至1986年轉職太古旅遊董事總經理，繼而改任國泰航空旅遊業香港事務總經理。楊孝華曾於1978年當選香港十大傑出青年，又於1983年至1987年間擔任民眾安全服務隊總監。及至1991年成為香港立法局旅遊界議員，亦隨著香港回歸出任香港臨時立法會及香港立法會議員（1997年至2008年），期間於2000年至2007年擔任南區區議會議員（海灣區）。除此之外，他還身兼香港特別行政區第一屆立法會選舉委員會委員、香港職業訓練局管理委員會成員、香港公務員薪俸及服務條件常務委員會委員、香港市區重建局董事會董事、香港自由黨中央委員會常務委員以及第十二屆全國政協委員。
有鑑其長期參與公共服務，他於2003年獲香港特別行政區政府頒授銀紫荊星章。

## 個人生活
楊孝華於1972年與鄭氏（Joyce）在澳門結婚，育有兩子，其中幼子楊哲安為現任中西區區議會委任議員。

## 外部連結
- 楊孝華官方網址
- 香港自由黨

| 香港區議會    | 香港區議會                                             | 香港區議會    |
| ------------- | ------------------------------------------------------ | ------------- |
| 前任： 陳景豪 | 南區區議會 海灣選區區議員 2000年1月1日－2007年12月31日 | 繼任： 馮仕耕 |